# 2015 en handball
| Années du handball : 2012 - 2013 - 2014 - 2015 - 2016 - 2017 - 2018    |
| Décennies du handball : 1980 - 1990 - 2000 - 2010 - 2020 - 2030 - 2040 |

Cet article présente les faits marquants de l'année 2015 en handball.

## Par mois

### Janvier
- 10 janvier : Issy Paris Hand finaliste de l'édition précédente est éliminé dès son entrée en coupe de France 2014-15 par le Nantes Loire Atlantique HB sur le score de 32 à 27.
- 17 janvier : Klavs Bruun Jørgensen est nommé sélectionneur de l'équipe nationale féminine du Danemark en remplacement de Jan Pytlick, démissionnaire[1]. Il prendra effectivement la tête de la sélection à compter de l'été.
- Du 17 janvier au 1er février : 24e édition du championnat du monde masculin au Qatar (cf. ci-dessous).
- 18 janvier : 11e journée du championnat de France féminin : pour la première fois en championnat depuis le 31 mars 2007, soit près de huit ans, le Metz Handball s'incline à domicile aux Arènes après sa défaite 31 à 32 face au Handball Cercle Nîmes[2].

### Février
- Du 7 au 8 février : Final Four de la BeNe League au Sporthal Alverberg de Hasselt. Lors des demi-finales, les clubs néerlandais du Targos Bevo HC et de l'OCI Limburg Lions Geleen se qualifient en finale en éliminant respectivement les deux formations belges de l'Initia HC Hasselt, 24 à 25 et du United HC Tongeren, 33 à 32. La finale se jouant donc entre les deux formations néerlandaise du Targos Bevo HC et de l'OCI Limburg Lions Geleen qui verra les Lions remporter leur premier titre, 27 à 25.
- 13 février : après avoir quitté ses fonctions de sélectionneur de l'équipe nationale féminine du Danemark, Jan Pytlick pose ses valises en Macédoine. Il s'est engagé jusqu'en 2017 avec le ŽRK Vardar Skopje.
- Du 19 au 22 février : phase finale de la Coupe de la Ligue féminine à Clermont-Ferrand. C'est le CJF Fleury Loiret Handball qui remporte la coupe devant l'Union Mios Biganos-Bègles 32 à 31.
- 21 février : Dunkerque HGL se qualifie pour la première fois de son histoire pour les huitièmes de finale de la Ligue des champions.

### Mars
- 19 au 22 mars : troisième et dernière étape de la Golden League féminine 2014-15 à Dijon et Besançon. Elle est remportée par la France mais c'est la Norvège qui est le vainqueur sur l'ensemble du tournoi.
- 22 avril : huitième de finale de Ligue des Champions franco-français entre le Dunkerque HGL et le PSG. Ce sont les Parisiens qui sortent victorieux d'une double rencontre très accrochée, 23 à 21 à l'aller puis 23 à 22 au retour.
- 28 et 29 mars : phase finale de la Coupe de la Ligue masculine à la Kindarena de Rouen. La Coupe est remportée pour la première fois par le HBC Nantes qui bat le Fenix Toulouse par 23 à 20.

### Avril
- 1er avril : dernière journée de la saison régulière du championnat de France féminin de D1. Le CJF Fleury Loiret Handball confirme son statut de leader en terminant premier et Issy Paris Hand se classe second. Les deux équipes sont qualifiées directement pour les demi-finales.
- 11 avril : le Győri ETO KC, tenant du titre, est éliminé en quart de finale de la Ligue des champions par les joueuses de ŽRK Vardar Skopje.
- 12 avril :  le Paris Saint-Germain, dernière équipe française encore en lice en Ligue des Champions, est opposé comme la saison passée aux Hongrois de Veszprém KSE en quart de finale de la compétition. Malgré un match mené de bout en bout par les hommes de Antonio Carlos Ortega, Paris arrache le match nul à domicile (24 à 24) à la dernière seconde grâce à un but de Luc Abalo.
- 19 avril : le Paris Saint-Germain n'a pas tenu le choc à la Veszprém Aréna. C'est devant 5 000 spectateurs que les Hongrois ont gagné leur qualification pour les demi-finales de Ligue des Champions sur le score de 32 à 28. Si l'équipe parisienne a été peu inspirée, Mikkel Hansen s'est une nouvelle fois illustré en inscrivant 15 buts en 17 tentatives[3].
- 25 et 26 avril: finales féminines et masculines de la coupe de France au stade Pierre-de-Coubertin à Paris. Chez les femmes, le Metz Handball remporte sa 7e coupe, après les tirs au but, face au HBC Nîmes sur le score de 26 à 28. Et chez les hommes, les Parisiens conservent le titre en battant les Nantais 32 à 26.

### Mai
- 3 mai : finale aller de la Coupe des Coupes féminine : le CJF Fleury Loiret remporte sur la plus petite des marges (23-22) son match face aux Danoises du FC Midtjylland[4].
- 3 mai : finale aller de la Coupe Challenge féminine : l'Mios Biganos-Bègles s'impose 21 à 20 en Pologne face au Pogoń Szczecin[5].
- 6 et 7 mai : 22e journée de D1M. L'affiche de cette journée oppose le leader, Montpellier, qui reçoit son dauphin, Paris. En cas de victoire, avec cinq points d'avance, Montpellier ferait un pas quasiment décisif sur le titre de champion. Mais Paris s'impose sans contestation (28-32) et revient à un point de son adversaire du soir[6] : à quatre journées de la fin du championnat, la course au titre est totalement relancée. Le rôle d'arbitre de ce duel est notamment dévolu à Dunkerque puisque le champion de France en titre va rencontrer les deux équipes. Et, si le club nordiste a vécu une première partie de saison difficile, il a depuis réalisé une série de 8 victoires pour une défaite qui lui permet ainsi de prendre la troisième place, profitant du nul à domicile de Saint-Raphaël face à Nantes (27-27). En bas du classement, Istres est définitivement relégué et, avec quatre points de retard sur Toulouse, Sélestat est en ballotage défavorable pour rester dans l'élite.
- 9 et 10 mai : Final Four de la Ligue des champions féminine dans Papp László Aréna de Budapest. Les Monténégrines du Budućnost Podgorica remportent leur deuxième titre dans la compétition après 2012. Après avoir nettement écarté les Macédoniennes du Vardar Skopje en demi-finale (27-17), Podgorica s'est imposé en finale 26 à 22 face aux Norvégiennes de Larvik HK, tombeuse des Russes du HC Dinamo Volgograd en demi-finale (31-22).
- 10 mai : finale retour de la Coupe des Coupes féminine. Vainqueur à domicile 24 à 19, le club danois FC Midtjylland remporte la compétition aux dépens du club français du Fleury Loiret.
- 10 mai : finale retour de la Coupe Challenge féminine. Vainqueur à domicile 28 à 24, l'Union Mios Biganos-Bègles remporte la compétition aux dépens du club polonais du Pogon Baltica Szczecin.
- 20 et 21 mai : 24e journée de D1M. Le leader, Montpellier, s’incline à Chambéry Savoie Handball (29-27) et laisse donc Paris, vainqueur 26 à 23 à Cesson, prendre la tête du championnat à deux journées de la fin[7].
- 30 et 31 mai : Final Four de la Ligue des champions masculine. Si, dans la première demi-finale, le FC Barcelone s'impose assez logiquement face au KS Kielce (33-28), le THW Kiel, pourtant grand habitué des finales européennes, est battu par le Veszprém KSE (31 à 27). En finale, c’est le FC Barcelone qui s'impose face aux Hongrois et remporte sa neuvième victoire dans la compétition reine : Karabatic et Barcelone ont réalisé une saison parfaite en remportant les sept compétitions dans lesquelles ils étaient engagés[8]. Dans le match pour la troisième place, Kielce l'emporte face à Kiel sur le score de 28 à 26.
- 31 mai : finale retour des Playoffs du Championnat de France féminin. Le CJF Fleury Loiret Handball s'impose 30 à 24 face au Issy Paris Hand et remporte son premier titre de champion de France.

### Juin
- 5 juin : dernière journée du Championnat de France masculin. Le Paris Saint-Germain remporte son deuxième titre en l'espace de trois ans grâce à sa victoire face à Tremblay. Montpellier Handball, leader pendant 22 des 26 journées termine à la 2e place devant Saint-Raphaël Var Handball qui s'est battu jusqu'au bout pour écarter Dunkerque du podium.
- 6 juin : au lendemain de la dernière journée du championnat, Mikkel Hansen a été élu meilleur joueur de la saison aux Trophées LNH 2015[9]. Bertrand Gille, qui arrête sa carrière, a reçu quant à lui un trophée d'honneur.

### Juillet
- 14 juillet : après plusieurs semaines de tractations, le transfert de Nikola Karabatic au Paris Saint-Germain Handball pour une durée de quatre ans est officiellement dévoilé[10],[11].
- Du 19 juillet au 1er août : 20e édition du championnat du monde junior masculin au Brésil. La France remporte pour la première fois de son histoire le titre de champion du monde, disposant en finale du Danemark 26 à 24. Le Français Florian Delecroix est élu meilleur joueur de la compétition.

### Août
- Du 7 au 20 août : 6e édition du championnat du monde jeunes masculin en Russie. La France remporte pour la première fois de son histoire le titre de champion du monde, 1 an après avoir remporté le championnat d'Europe, disposant en finale de la Slovénie 33 à 26. Le Français Melvyn Richardson est élu meilleur joueur de la compétition.

### Septembre
- 4 et 5 septembre : 6e édition du Trophée des champions. Le Paris Saint-Germain remporte son deuxième titre consécutif dans la compétition en disposant en demi-finale du HBC Nantes puis en finale du Saint-Raphaël Var Handball, tombeur du Montpellier Handball lors de sa demi-finale.
- 9 et 10 septembre : première journée du Championnat de France masculin.

### Décembre
- Du 5 au 20 décembre : 22e édition du Championnat du monde féminin au Danemark (cf. ci-dessous).

## Par compétitions

### Championnat du monde masculin
|                           | Nation  |
| ------------------------- | ------- |
| Médaille d'or, monde      | France  |
| Médaille d'argent, monde  | Qatar   |
| Médaille de bronze, monde | Pologne |

La 24e édition du Championnat du monde masculin s'est déroulée du 17 janvier au 1er février 2015 au Qatar.
Ce championnat du monde est un tournoi particulier tant sur le plan sportif (la France devient le pays le plus titré de l'histoire avec cinq victoires et le Qatar est la première équipe non-européenne à terminer sur le podium d'un championnat du monde) que sur le plan extra-sportif (choix du Qatar comme pays-hôte, controverses sur la qualification de l'Allemagne aux dépens de l'Australie, faible affluence dans les salles, forfaits du Bahreïn et des Émirats arabes unis pour raisons géopolitiques, naturalisations des joueurs du Qatar...). 
Hormis la surprise qatarienne, les nations majeures sont présentes, même si la Croatie et le Danemark sont battus en quarts-de-finale par la Pologne et l'Espagne respectivement. À l'issue d'un match très engagé où les défenses des deux équipes prennent l'ascendant sur les attaques (seulement huit buts en seconde mi-temps pour chaque équipe), la France se défait 26 à 22 du tenant du titre espagnol et se qualifie pour la finale de la compétition. Après avoir écarté l'Allemagne en quart de finale 26 à 24, le Qatar s'impose sur le même écart face à la Pologne (31-29) et réussit l'exploit d'atteindre la finale de la compétition. Si les Français créent l'écart rapidement (13-7 à la 23e minute), le Qatar revient dans le match en début de seconde période mais reste tout le temps entre un et trois buts derrière la France qui s'impose finalement 25 à 22. Déjà championne olympique en 2012 et championne d'Europe en 2014, la France parvient par la même occasion à détenir pour la seconde fois tous les titres internationaux majeurs simultanément, ce qu'aucun autre pays n'est parvenu à accomplir dans l'histoire de ce sport. Dans le match pour la troisième place, une prolongation est nécessaire pour voir la Pologne s'imposer face à l'Espagne 29 à 28.
| Omeyer Rivera Jurecki Gajić Capote Karabatic Marković Meilleur joueur : Omeyer Meilleur buteur : Gajić (71 buts)               |
| Équipe-type du championnat du monde 2015                                                                                       |
| · Omeyer · Rivera · Jurecki · Gajić · Capote · Karabatic · Marković Meilleur joueur : Omeyer Meilleur buteur : Gajić (71 buts) |

L'équipe-type désignée à l'issue du tournoi est composée de :
- Meilleur joueur : Thierry Omeyer,  France
- Meilleur gardien de but : Thierry Omeyer,  France
- Meilleur ailier gauche : Valero Rivera,  Espagne
- Meilleur arrière gauche : Rafael Capote,  Qatar
- Meilleur demi-centre : Nikola Karabatic,  France
- Meilleur pivot : Bartosz Jurecki,  Pologne
- Meilleur arrière droit : Žarko Marković,  Qatar
- Meilleur ailier droit : Dragan Gajić,  Slovénie

Le Slovène Dragan Gajić termine meilleur buteur avec 71 buts marqués.

### Championnat du monde féminin
La 22e édition du Championnat du monde féminin s'est déroulée 5 au 20 décembre 2015 au Danemark. C'est la deuxième fois qu'un championnat du monde se déroule dans ce pays.
|                           | Nation   |
| ------------------------- | -------- |
| Médaille d'or, monde      | Norvège  |
| Médaille d'argent, monde  | Pays-Bas |
| Médaille de bronze, monde | Roumanie |

Les Brésiliennes, tenantes du titre et invaincues en phase de groupe, ne passent pas le cap des huitièmes de finale, éliminées par les Roumaines. Au tour suivant, celles-ci font chuter les Danoises qui évoluaient pourtant devant leur public (31-30), avant d'elles-mêmes chuter face aux Norvégiennes (33-35), de retour au plus haut niveau après la déception de 2013. La Norvège rencontre en finale les Pays-Bas, équipe surprise de la compétition, qui ont successivement éliminé la Serbie, la France et la Pologne pour atteindre leur première finale mondiale. La Norvège s'impose largement en finale par 31 buts à 23 et devient championne du monde pour la troisième fois. La médaille de bronze est remportée par la Roumanie grâce notamment à Cristina Neagu qui termine meilleure buteuse, est élue meilleure joueuse et sera élue meilleure handballeuse de l'année 2015 (voir infra).
| Wester Ardean Løke Radičević Neagu Oftedal Mørk Meilleure joueuse : Neagu Meilleure buteuse : Neagu (63 buts)               |
| Équipe-type du championnat du monde féminin 2015                                                                            |
| · Wester · Ardean · Løke · Radičević · Neagu · Oftedal · Mørk Meilleure joueuse : Neagu Meilleure buteuse : Neagu (63 buts) |

L'équipe-type du tournoi est composée des joueuses suivantes :
- meilleure joueuse : Cristina Neagu  Roumanie
- meilleure gardienne : Tess Wester  Pays-Bas
- meilleure ailière droite : Jovanka Radičević  Monténégro
- meilleure arrière droite : Nora Mørk  Norvège
- meilleure demi-centre : Stine Bredal Oftedal  Norvège
- meilleure pivot : Heidi Løke  Norvège
- meilleure arrière gauche : Cristina Neagu  Roumanie
- meilleure ailière gauche : Valentina Ardean Elisei  Roumanie

Une équipe type des meilleures jeunes joueuses (jusqu'à 22 ans) est également désignée :
- meilleure gardienne : Laura Glauser  France
- meilleure ailière droite : Anna Viakhireva  Russie
- meilleure arrière droite : Monika Kobylińska  Pologne
- meilleure demi-centre : Eliza Buceschi  Roumanie
- meilleure pivot : Ru Qiao  Chine
- meilleure arrière gauche : Anne Mette Hansen  Danemark
- meilleure ailière gauche : Livia Veranes  Cuba

## Meilleurs handballeurs de l'année 2015

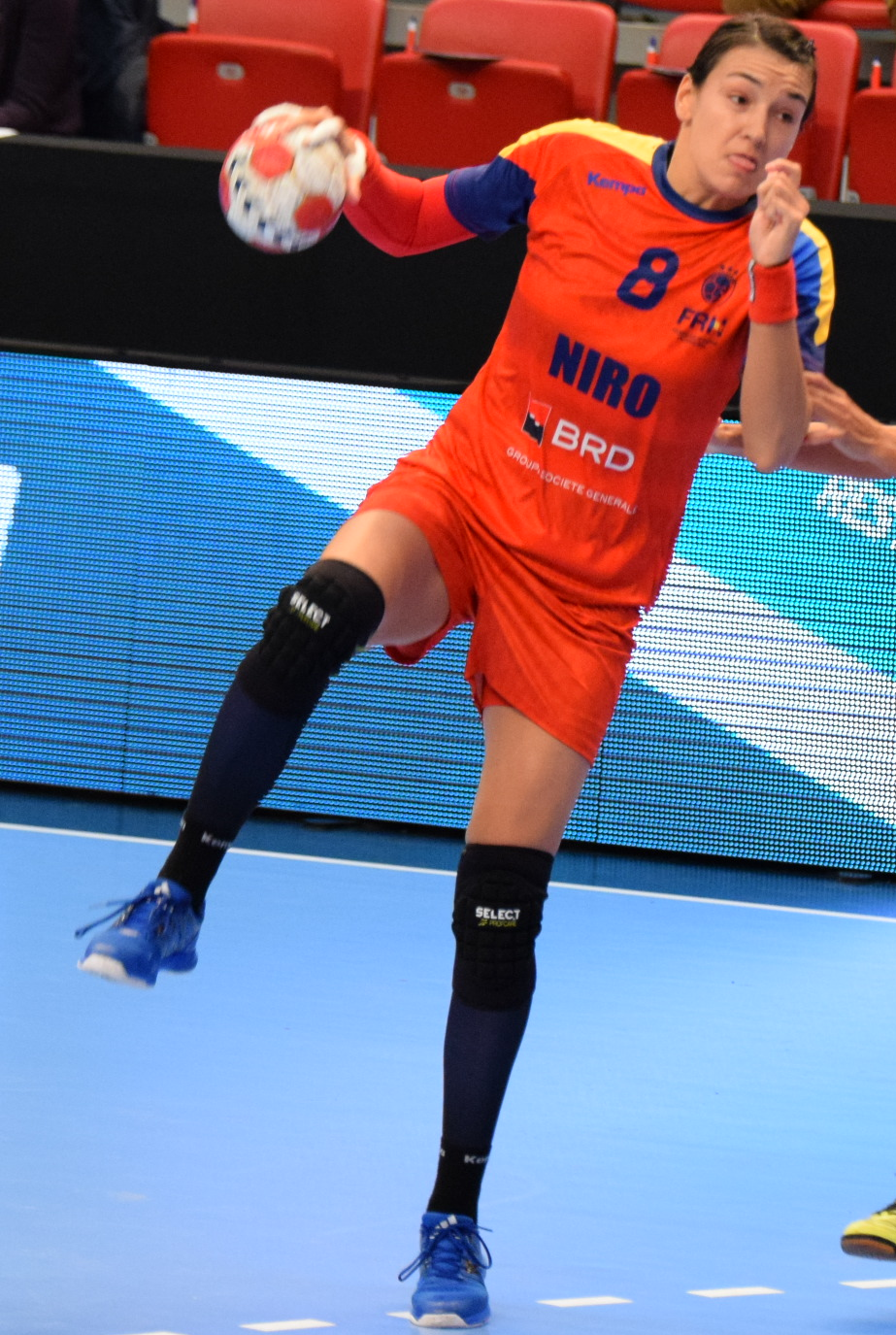
Cristina Neagu, meilleure joueuse de l'année 2015.

L'IHF a dévoilé la liste des nommés le 10 mai 2016 puis les lauréats le 9 juin 2016,. 
Chez les femmes, la Roumaine Cristina Neagu du club du Budućnost Podgorica remporte le titre pour la seconde fois après 2010. Avec 50,5 % de votes pour les médias et 72,9 % de votes pour les internautes, c'est un plébiscite qu'a reçu la joueuse, auteure d'une saison quasi parfaite : doublé championnat-coupe du Monténégro et victoire en Ligue des champions où elle termine co-meilleure buteuse avec Andrea Penezić (102 buts) puis médaille de bronze au championnat du monde 2015, compétition où elle termine meilleure buteuse (63 buts) et est élue meilleure joueuse.
| Rang | Joueuse               | Nationalité | Club(s)               | Poste          | Votes           | Élue en |
| ---- | --------------------- | ----------- | --------------------- | -------------- | --------------- | ------- |
| 1    | Cristina Neagu        | Roumanie    | Budućnost Podgorica   | Arrière gauche | 50,5 % / 72,9 % | 2010    |
| 2    | Heidi Løke            | Norvège     | Győri ETO KC          | Pivot          | ?               | 2011    |
| 3    | Nycke Groot           | Pays-Bas    | FC Midtjylland & Győr | Demi-centre    | ?               | -       |
| 4    | Karolina Kudłacz-Gloc | Pologne     | Handball-Club Leipzig | Arrière gauche | ?               | -       |
| 5    | Nora Mørk             | Norvège     | Larvik HK             | Arrière droite | ?               | -       |

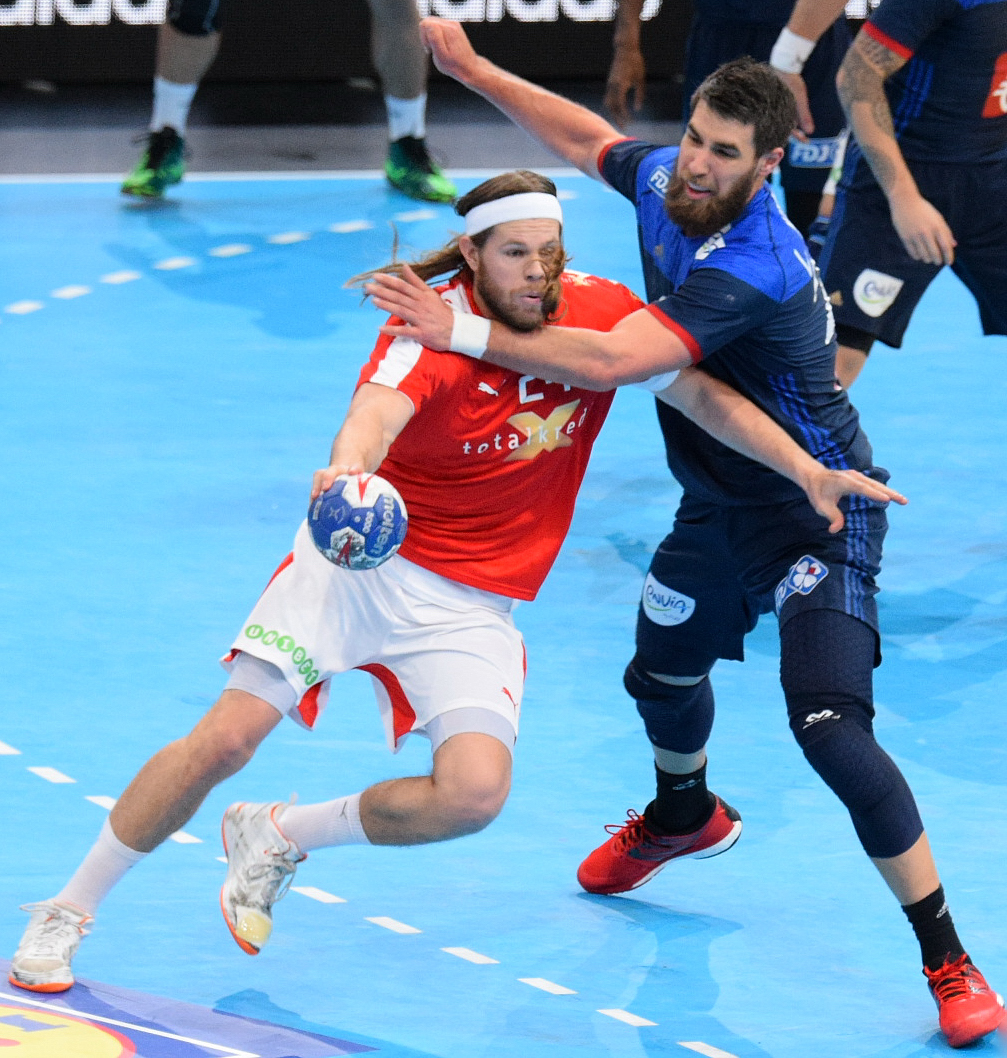
Mikkel Hansen, meilleur joueur de l'année 2015.

Chez les hommes, c'est le Danois Mikkel Hansen du club du Paris Saint-Germain qui remporte le titre pour la seconde fois après 2011. Choix no 1 pour les médias et les internautes, il devance ainsi son coéquipier Nikola Karabatic. Seulement vainqueur du championnat et de la coupe de France, le palmarès d'Hansen pour l'année 2015 est plus modeste comparé à Neagu ou à Nikola Karabatic, son dauphin, qui a remporté le championnat du monde 2015, la Ligue des champions ainsi que toutes les compétitions de clubs qu'il joué. Mais Hansen a su se montrer le plus redoutable attaquant : meilleur joueur et meilleur buteur du championnat de France pour les saisons 2014-15 et 2015-16, meilleur handballeur de la saison au Danemark en 2014-15 puis en 2015-16, il réalise une excellente première partie de saison en Ligue des champions, compétition qu'il terminera avec le titre de meilleur buteur de l'histoire de la Ligue des champions sur une saison avec 141 buts marqués.
| Rang | Joueur           | Nationalité | Club(s)                 | Poste          | Votes | Élu en      |
| ---- | ---------------- | ----------- | ----------------------- | -------------- | ----- | ----------- |
| 1    | Mikkel Hansen    | Danemark    | Paris Saint-Germain     | Arrière gauche | ?     | 2011        |
| 2    | Nikola Karabatic | France      | FC Barcelone & Paris SG | Demi-centre    | ?     | 2007 & 2014 |
| 3    | Domagoj Duvnjak  | Croatie     | THW Kiel                | Demi-centre    | ?     | 2013        |
| 4    | Thierry Omeyer   | France      | Paris Saint-Germain     | Gardien de but | ?     | 2008        |
| 5    | Rafael Capote    | / Qatar     | El Jaish SC             | Arrière gauche | ?     | -           |

## Bilan de la saison 2014-2015 en club

### Coupes d'Europe (clubs)
| Compétition              | Vainqueur            | Finaliste        |
| ------------------------ | -------------------- | ---------------- |
| C1 : Ligue des Champions | FC Barcelone         | Veszprém KSE     |
| C3 : Coupe de l'EHF      | Füchse Berlin        | HSV Hambourg     |
| C4 : Coupe Challenge     | HC Odorheiu Secuiesc | ABC Braga/UMinho |

| Compétition              | Vainqueur               | Finaliste          |
| ------------------------ | ----------------------- | ------------------ |
| C1 : Ligue des champions | Budućnost Podgorica (2) | Larvik HK          |
| C2 : Coupe des coupes    | FC Midtjylland (2)      | CJF Fleury Loiret  |
| C3 : Coupe de l'EHF      | Team Tvis Holstebro (2) | Rostov-Don         |
| C4 : Coupe Challenge     | Mios Biganos-Bègles (2) | SPR Pogoń Szczecin |

### Championnats européens
| Rang EHF | Rang EHF        | Championnat        | Vainqueur                       |
| Rang     | Evol.           | Championnat        | Vainqueur                       |
| -------- | --------------- | ------------------ | ------------------------------- |
| 1        | en stagnation   | Allemagne          | THW Kiel (20)                   |
| 2        | en stagnation   | Espagne            | FC Barcelone (22)               |
| 3        | en stagnation   | France             | Paris Saint-Germain (2)         |
| 4        | en stagnation   | Danemark           | KIF Copenhague (2)              |
| 5        | en stagnation   | Slovénie           | RK Celje (19)                   |
| 6        | en augmentation | Hongrie            | Veszprém KSE (23)               |
| 7        | en diminution   | Russie             | Medvedi Tchekhov (19)           |
| 8        | en stagnation   | Suisse             | Kadetten Schaffhausen (7)       |
| 9        | en stagnation   | Croatie            | RK Zagreb (23)                  |
| 10       | en augmentation | Macédoine          | Vardar Skopje (9)               |
| 11       | en augmentation | Pologne            | KS Kielce (12)                  |
| 12       | en augmentation | Biélorussie        | HC Meshkov Brest                |
| 13       | en diminution   | Roumanie           | Minaur Baia Mare (3)            |
| 14       | en diminution   | Suède              | IFK Kristianstad (5)            |
| 15       | en diminution   | Portugal           | FC Porto (20)                   |
| 16       | en augmentation | Norvège            | Elverum Handball (6)            |
| 17       | en diminution   | Serbie             | RK Vojvodina Novi Sad (3)       |
| 18       | en diminution   | Ukraine            | HC Motor Zaporijia              |
| 19       | en diminution   | Bosnie-Herzégovine | RK Borac Banja Luka             |
| 20       | en stagnation   | Grèce              | PAOK Salonique                  |
| 21       | en augmentation | Turquie            | Beşiktaş JK                     |
| 22       | en augmentation | Luxembourg         | HB Dudelange                    |
| 23       | en diminution   | Israël             | Hapoël Rishon LeZion            |
| 24       | en diminution   | Slovaquie          | HT Tatran Prešov                |
| 25       | en diminution   | Autriche           | Alpla HC Hard                   |
| 26       | en stagnation   | Pays-Bas           | OCI Limburg Lions Geleen (1)    |
| 27       | en augmentation | Belgique           | United HC Tongeren (6)          |
| 28       | en diminution   | Italie             | PJ Fasano (3)                   |
| 29       | en augmentation | République tchèque | HSC Plzeň (4)                   |
| 30       | en augmentation | Chypre             | Université européenne de Chypre |

| Rang EHF | Rang EHF        | Championnat        | Vainqueur                    |
| Rang     | Evol.           | Championnat        | Vainqueur                    |
| -------- | --------------- | ------------------ | ---------------------------- |
| 1        | en augmentation | Hongrie            | Ferencváros TC Budapest (12) |
| 2        | en diminution   | Danemark           | FC Midtjylland (4)           |
| 3        | en augmentation | Norvège            | Larvik HK (17)               |
| 4        | en diminution   | Russie             | Rostov-Don (2)               |
| 5        | en augmentation | Roumanie           | CSM Bucarest (1)             |
| 6        | en diminution   | Espagne            | BM Bera Bera (3)             |
| 7        | en stagnation   | Allemagne          | Thüringer HC (5)             |
| 8        | en stagnation   | France             | CJF Fleury Loiret (1)        |
| 9        | en stagnation   | Monténégro         | Budućnost Podgorica (9)      |
| 10       | en stagnation   | Slovénie           | RK Krim (20)                 |
| 11       | en augmentation | Autriche           | Hypo Niederösterreich (39)   |
| 12       | en stagnation   | Turquie            | Ankara Yenimahalle BSK (1)   |
| 13       | en diminution   | Serbie             | ŽRK Radnički Kragujevac (2)  |
| 14       | en augmentation | Croatie            | ŽRK Podravka Koprivnica (20) |
| 15       | en stagnation   | Suède              | IK Sävehof (9)               |
| 16       | en augmentation | Macédoine          | ŽRK Vardar Skopje (3)        |
| 17       | en diminution   | Pologne            | MKS Lublin (18)              |
| 18       | en diminution   | Pays-Bas           | SV Dalfsen (5)               |
| 19       | en augmentation | République tchèque | DHK Banik Most (3)           |
| 20       | en diminution   | Ukraine            | SC Galytchanka Lviv (1)      |
| 21       | en stagnation   | Portugal           | AC Alavarium (3)             |
| 22       | en diminution   | Grèce              | OF Néa Ionía (2)             |
| 23       | en augmentation | Biélorussie        | BNTU Minsk (22)              |
| 24       | en diminution   | Suisse             | LK Zoug (4)                  |
| 25       | en diminution   | Italie             | Indeco Conversano (2)        |
| 26       | en augmentation | Islande            | Grótta Seltjarnarnes         |
| 27       | en augmentation | Kosovo             | .                            |
| 28       | en augmentation | Belgique           | Initia HC Hasselt            |
| 29       | en augmentation | Chypre             | .                            |
| 30       | en augmentation | Bosnie-Herzégovine | .                            |

#### Saison 2014-2015 en Allemagne
| Compétition             | Vainqueur              | Second             | Score              |
| ----------------------- | ---------------------- | ------------------ | ------------------ |
| Championnat d'Allemagne | THW Kiel (20)          | Rhein-Neckar Löwen | –                  |
| Coupe d'Allemagne       | SG Flensburg-Handewitt | SC Magdebourg      | 27 – 27 (5 – 4tab) |
| Supercoupe*             | THW Kiel               | Füchse Berlin      | 24 – 18            |

* l'édition 2014-2015 de la Supercoupe s'est déroulée le 20 août 2014.

#### Saison 2014-2015 en Espagne
| Compétition           | Vainqueur    | Second              | Score   |
| --------------------- | ------------ | ------------------- | ------- |
| Championnat d'Espagne | FC Barcelone | Naturhouse La Rioja | –       |
| Coupe ASOBAL*         | FC Barcelone | BM Granollers       | 37 – 26 |
| Coupe du Roi          | FC Barcelone | BM Granollers       | 27 – 26 |
| Supercoupe*           | FC Barcelone | BM Granollers       | 32 – 28 |

* les éditions 2014-2015 de la Coupe ASOBAL et de la Supercoupe se sont déroulées en 2014.

#### Saison 2014-2015 en France
| Compétition            | Vainqueur           | Second          | Score   |
| ---------------------- | ------------------- | --------------- | ------- |
| Championnat de France  | Paris Saint-Germain | Montpellier AHB | –       |
| Coupe de France        | Paris Saint-Germain | HBC Nantes      | 32 – 26 |
| Coupe de la Ligue      | HBC Nantes          | Fenix Toulouse  | 23 – 20 |
| Trophée des champions* | Paris Saint-Germain | Dunkerque HGL   | 34 – 23 |

| Compétition           | Vainqueur         | Second              | Score            |
| --------------------- | ----------------- | ------------------- | ---------------- |
| Championnat de France | CJF Fleury Loiret | Issy Paris Hand     | –                |
| Coupe de France       | Metz Handball     | HBC Nîmes           | 28 – 26 (4-2tab) |
| Coupe de la Ligue     | CJF Fleury Loiret | Mios Biganos-Bègles | 32 – 31          |

## Principaux transferts de l'intersaison 2015
Parmi l'ensemble des transferts ayant eu lieu à l'intersaison, une liste non exhaustive des principaux transferts est :
| Nat. | Joueur                 | Champ. | Club 2014-2015           | Champ.          | Club 2015-2016         |
| ---- | ---------------------- | ------ | ------------------------ | --------------- | ---------------------- |
|      | Juan Andreu Candau     |        | TSV Hannover-Burgdorf    |                 | Pays d'Aix UCH         |
|      | Igor Anic              |        | HBC Nantes               |                 | THW Kiel (10/2015)     |
|      | Ivano Balić            |        | HSG Wetzlar              | fin de carrière | fin de carrière        |
|      | Alexandre Dereven      |        | Medvedi Tchekhov         |                 | RK Vardar Skopje       |
|      | Jérôme Fernandez       |        | Fenix Toulouse Handball  |                 | Pays d'Aix UCH         |
|      | Vincent Gérard         |        | Dunkerque HGL            |                 | Montpellier Handball   |
|      | Bertrand Gille         |        | Chambéry Savoie Handball | fin de carrière | fin de carrière        |
|      | Jakov Gojun            |        | PSG Handball             |                 | Füchse Berlin          |
|      | Filip Jícha            |        | THW Kiel                 |                 | FC Barcelone           |
|      | Luka Karabatic         |        | Pays d'Aix UCH           |                 | Paris Saint-Germain    |
|      | Nikola Karabatic       |        | FC Barcelone             |                 | Paris Saint-Germain    |
|      | Niklas Landin Jacobsen |        | Rhein-Neckar Löwen       |                 | THW Kiel               |
|      | Mariusz Jurkiewicz     |        | Orlen Wisła Płock        |                 | KS Vive Targi Kielce   |
|      | Kentin Mahé            |        | HSV Hambourg             |                 | SG Flensburg-Handewitt |
|      | Jorge Maqueda          |        | HBC Nantes               |                 | RK Vardar Skopje       |
|      | Bjarte Myrhol          |        | Rhein-Neckar Löwen       |                 | Skjern Håndbold        |
|      | Morten Olsen           |        | Saint-Raphaël VHB        |                 | TSV Hannover-Burgdorf  |
|      | Aron Pálmarsson        |        | THW Kiel                 |                 | KC Veszprém            |
|      | Siarhei Rutenka        |        | FC Barcelone             |                 | Lekhwiya HT (10/2015)  |
|      | Johan Sjöstrand        |        | THW Kiel                 |                 | MT Melsungen           |
|      | Issam Tej              |        | Montpellier Handball     |                 | El Jaish SC            |
|      | Dimitri Zhitnikov      |        | Medvedi Tchekhov         |                 | Orlen Wisła Płock      |

| Nat. | Joueuse              | Champ. | Club 2014-2015          | Champ. | Club 2015-2016                |
| ---- | -------------------- | ------ | ----------------------- | ------ | ----------------------------- |
|      | Yvette Broch         |        | Metz Handball           |        | Győri ETO KC                  |
|      | Kristina Liščević    |        | Metz Handball           |        | Váci NKSE                     |
|      | Katrine Lunde        |        | Győri ETO KC            |        | Rostov-Don                    |
|      | Gervaise Pierson     |        | Metz Handball           |        | Yutz HBF (D2)                 |
|      | Kari Aalvik Grimsbø  |        | Team Esbjerg (01/2015)  |        | Győri ETO KC (01/2015)        |
|      | Louise Burgaard      |        | Viborg HK               |        | FC Midtjylland                |
|      | Line Jørgensen       |        | FC Midtjylland          |        | CSM Bucarest                  |
|      | Trine Troelsen       |        | Toulon Saint-Cyr Var HB |        | Silkeborg-Voel KFUM           |
|      | Kristina Kristiansen |        | Team Tvis Holstebro     |        | Nykøbing Falster HK           |
|      | Isabelle Gulldén     |        | Viborg HK               |        | CSM Bucarest                  |
|      | Alice Lévêque        |        | Mios                    |        | Metz Handball                 |
|      | Mette Gravholt       |        | Viborg HK               |        | Nykøbing Falster HK           |
|      | Ann Grete Nørgaard   |        | Team Tvis Holstebro     |        | Viborg HK                     |
|      | Ida Alstad           |        | FC Midtjylland          |        | Byåsen Trondheim              |
|      | Marta Mangué         |        | CJF Fleury Loiret       |        | Brest Bretagne Handball (D2)  |
|      | Veronica Kristiansen |        | Glassverket IF          |        | FC Midtjylland                |
|      | Ágnes Hornyák        |        | Győri ETO KC            |        | OGC Nice Handball             |
|      | Sanja Damnjanović    |        | Viborg HK               |        | ŽRK Vardar Skopje             |
|      | Allison Pineau       |        | HBC Nîmes               |        | HCM Baia Mare                 |
|      | Angélique Spincer    |        | Issy Paris Hand         |        | Stella Sports Saint-Maur (D2) |
|      | Camilla Herrem       |        | HCM Baia Mare           |        | Team Tvis Holstebro           |

## Naissances et décès
Parmi les joueurs et joueuses décédé(e)s en 2015, on trouve notamment :
- 21 mars :  Arnošt Klimčík
- 10 septembre :  José Luis Pérez Canca
- 21 septembre :  Vassili Iline
- 25 octobre :  Iosefina Ștefănescu-Ugron
- 9 décembre :  Gheorghe Gruia
- 24 décembre :  Moncef Hajjar